# Enkyo Pat O'Hara
Enkyō Pat O'Hara es una sacerdotisa y maestra Soto del linaje Harada-Yasutani del Budismo Zen.

## Biografía
En la escuela secundaria, O'Hara leyó al escritor inglés Reginald Horace Blyth, y al filósofo japonés Daisetsu Teitaro Suzuki que le llevaron a iniciar  sus estudios en Zen y a pasar un verano en el Zen Mountain Monastery a finales de los años treinta.
O'Hara estudió con John Daido Loori, pero las diferencias con su maestro le llevaron a comenzar a estudiar con Taizan Maezumi.
O'Hara fue ordenada sacerdote Soto por Hakuyu Taizan Maezumi en 1995 y recibió shiho de Bernard Glassman en 1997. En junio de 2004  O'Hara recibió la Transmisión del Dharma. 
Es abadesa y fundadora de Village Zendo en la ciudad de Nueva York y codirectora espiritual de Zen Peacemaker Order junto con Tetsugen Bernard Glassman. También fue profesora de medios interactivos en la Escuela de Artes Tisch de la Universidad de Nueva York. Tiene un doctorado en ecología de los medios. Administra la Red Budista contra el SIDA.

### Activismo
Gran parte del activismo de Enkyo se encuentra en el mundo del VIH / SIDA, desde enseñar meditación a practicantes VIH positivos hasta trabajar en estrategias de prevención entre los que están en riesgo y presidir la Junta de la Red Nacional Interreligiosa del SIDA. Enkyo, que es lesbiana,  ha articulado un enfoque budista zen a los problemas relacionados con la sexualidad, la raza, la clase y la salud.